# André de Ribes
Pour les articles homonymes, voir Ribes.
André de Ribes est un capitaine de routiers français agissant pour les Anglais et officieusement pour le compte personnel du comte D'Armagnac censé se battre contre eux. Il fut envoyé en Guyenne par Henri V. Les routiers, ces mercenaires « plus dangereux en temps de paix qu'en temps de guerre ». Il se faisait appeler « le Bâtard d'Armagnac », bien qu'il ne le fût pas ,encouragé, sans doute, par la bienveillance du comte d'Armagnac. Capturé par Rodrigue de Villandrando, il est remis au comte de la Marche qui le fait condamner à mort et pendre,.

## Biographie
André de Ribes est un capitaine routier, qui se surnommait "le bâtard d'Armagnac" sans doute car il était officieusement supporté au mieux ou non dérangé par un laisser faire complice au pire par le comte d'Armagnac alors que celui-ci était censé se battre contre les anglo-gascons dans le camp français . Il commença à faire parler de lui vers 1416 quand il ravagea le Languedoc et la Gascogne il rançonna bien des villes et occupa des forteresses de la région. Il fit du château de Pavie sa place forte et sa base de projection. Il était secrètement supporté par le comte d'Armagnac qui l'utilisait pour affaiblir son adversaire séculier le comte de Foix. Il se battait sous la croix rouge de Saint Georges comme le Comte de Foix était un vassal du roi de France, bien qu'il ait parfois failli s'allier aux anglais. En se battant sous cette bannière il pouvait piller les terres de Foix, de Bigorre, et de Béarn dans l'intérêt des Armagnac: une guerre de grand seigneurs par procuration. Il fallut un autre capitaine de routiers, le plus célèbre d'entre tous Rodrigue de Villandrando mander par lettres patentes par Charles VII en 1428 pour l'arrêter. André de Ribes et sa troupe furent interceptés lors d'une campagne par la troupe de mercenaires vétérans de Villandrando, le routier est capturé et vendu aux français. Le comte d'Armagmac tenta de le réclamer sous prétexte de lui administrer la justice mais ce fut peine perdue. André de Ribes fut pendu par le comte de la Marche en 1428.